# AS-377

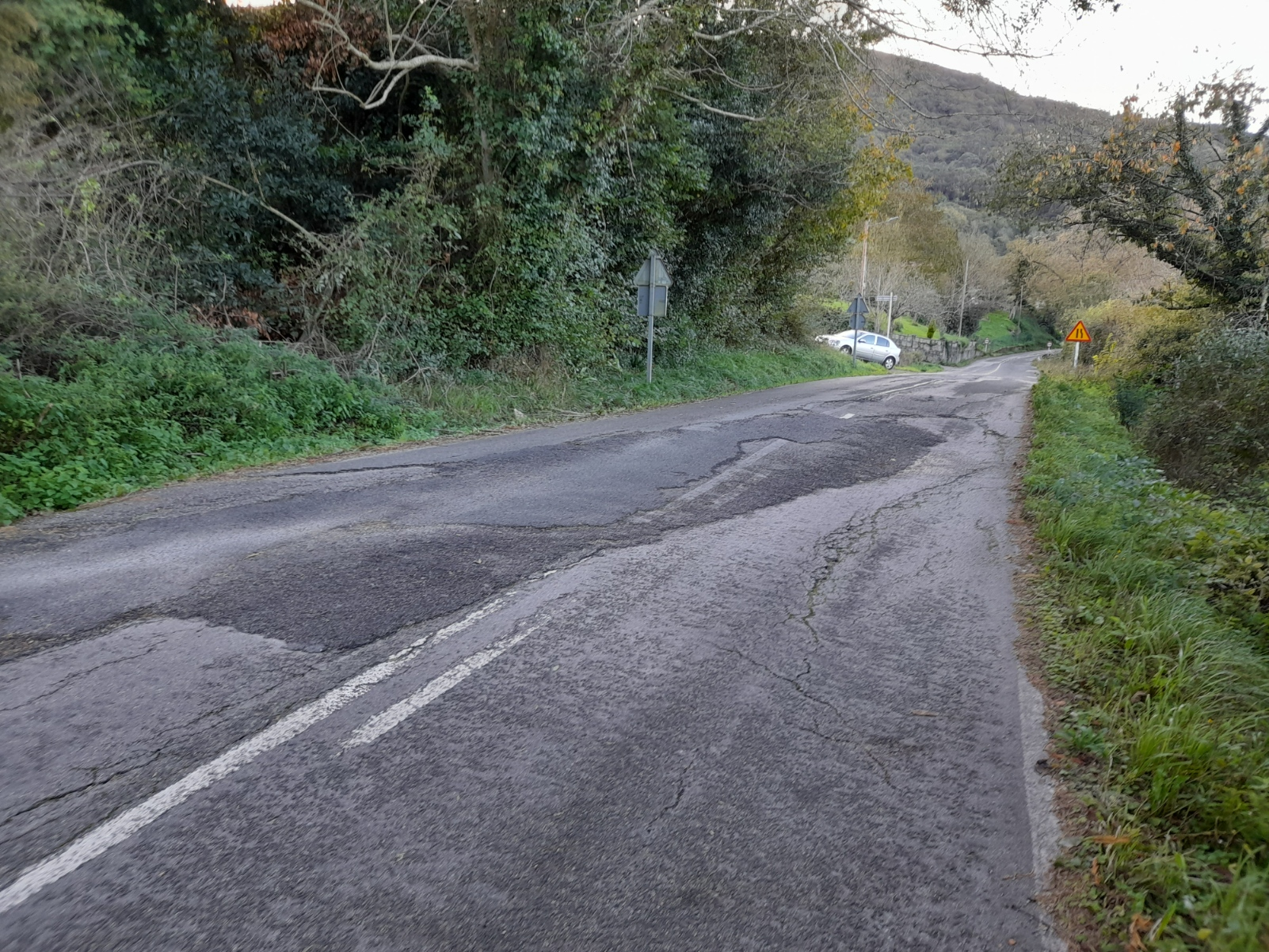
Gran escalón lateral a la altura del punto kilométrico 9

La AS-377 conocida también como Carretera de La Pola es una vía de comunicación que pertenece a la Red Local de 1º Orden de Carreteras del Principado de Asturias. Si bien su inicio histórico se encuentra en la zona de la playa de San Lorenzo, en la actualidad este se considera en la rotonda de enlace de Granda, por lo que tiene una longitud de 19,5 km y une Gijón con Pola de Siero, la capital del concejo de Siero. 
Tras nacer en la citada rotonda que da acceso por un lado al barrio de Nuevo Roces y por el otro al nudo de comunicaciones que supone el empalme de la autovía Minera y la autovía del Cantábrico, atraviesa las parroquias de Granda, Vega, Lavandera, Fano y Baldornón, todas ellas en el concejo de Gijón y La Collada y Vega de Poja, en el de Siero, llegando finalmente a Pola de Siero a dónde entra a través de la Avenida de Gijón.
Hasta la inauguración de la actual autovía Minera, en el año 2003, constituía el eje principal de comunicación de la ciudad de Gijón con toda la zona de Siero y un acceso muy importante a las cuencas mineras. Sin embargo, debido a su trazado estrecho y sinuoso, el alto número de tráficos pesados que soportaba, y las travesías de núcleos de población, se planteó la construcción de una nueva carretera, relegando a la AS-377 a prestar un servicio local, únicamente para las poblaciones que atraviesa. En la actualidad sigue siendo una carretera sinuosa con problemas de desprendimientos y que requiere un mantenimiento constante.

## Denominaciones antiguas
Antes de que se publicase en el Boletín Oficial del Principado de Asturias el Catálogo de Carreteras de 1989, la AS-377 estaba formada por 1 carretera local del Plan Peña de 1939:
- O-140 Gijón a Pola de Siero (Todo su trazado)
Cabe decir que antiguamente la AS-377 fue nombrada como AS-248 hasta que después, en el Catálogo de carreteras del año 2007, pasó a denominarse AS-377, que es la denominación con la que se la conoce hoy.